# Sclerotheca arborea
Sclerotheca arborea är en klockväxtart som först beskrevs av Johann Georg Adam Forster, och fick sitt nu gällande namn av A.Dc. Sclerotheca arborea ingår i släktet Sclerotheca och familjen klockväxter. Inga underarter finns listade i Catalogue of Life.